# Phytobia pallida
Phytobia pallida este o specie de muște din genul Phytobia, familia Agromyzidae, descrisă de Spencer în anul 1986.
Este endemică în Arizona. Conform Catalogue of Life specia Phytobia pallida nu are subspecii cunoscute.